# Borbo holtzii
Borbo holtzii là một loài bướm ngày thuộc họ Hesperiidae. Nó được tìm thấy ở châu Phi.